# Pietro Schiano
Pietro Schiano (Udine, 11 gennaio 1926 – Tencarola, 26 aprile 2018) è stato un politico italiano.

## Biografia
Esponente della Democrazia Cristiana. Viene eletto al Senato nel 1976, venendo confermato anche dopo le elezioni del 1979. Conclude il proprio mandato parlamentare nel 1983.
Muore all'età di 92 anni, nell'aprile del 2018.